# Kathendorf
Kathendorf là một đô thị ở huyện Börde thuộc bang Sachsen-Anhalt, nước Đức. Đô thị Kathendorf có diện tích 7,77 km², dân số thời điểm ngày 31 tháng 12 năm 2006 là 267 người.